# Small Rock
Der Small Rock (von englisch small ‚klein, unbedeutend‘) ist ein Klippenfelsen vor der Ostseite von Signy Island im Archipel der Südlichen Shetlandinseln. Er liegt 300 m nördlich des Berntsen Point in der Einfahrt zur Borge Bay.
Wissenschaftler der britischen Discovery Investigations kartierten und benannten ihn im Jahr 1933.